# Courdemanges
Courdemanges est une commune française appartenant à la Communauté de communes Vitry, Champagne et Der, située dans le département de la Marne en région Grand Est.

## Géographie

### Localisation
Courdemanges est un village situé au sud-ouest de Vitry-le-François, traversé par la rivière Chéronne. Il a été durant la bataille de la Marne totalement détruit.
La commune se trouve dans l'aire d'attraction de Vitry-le-François ainsi que dans son bassin de vie, et dans la zone d'emploi de Vitry-le-François - Saint-Dizier.

### Communes limitrophes
Les communes limitrophes sont Blaise-sous-Arzillières, Châtelraould-Saint-Louvent, Frignicourt, Huiron, Humbauville et Le Meix-Tiercelin.
|             | Huiron                     |                         |
| Humbauville | Courdemanges               | Frignicourt             |
|             | Châtelraould-Saint-Louvent | Blaise-sous-Arzillières |

### Géologie et relief
La superficie de la commune est de 19,16 km2 ; son altitude varie de 98  à   214 mètres. 

### Hydrographie

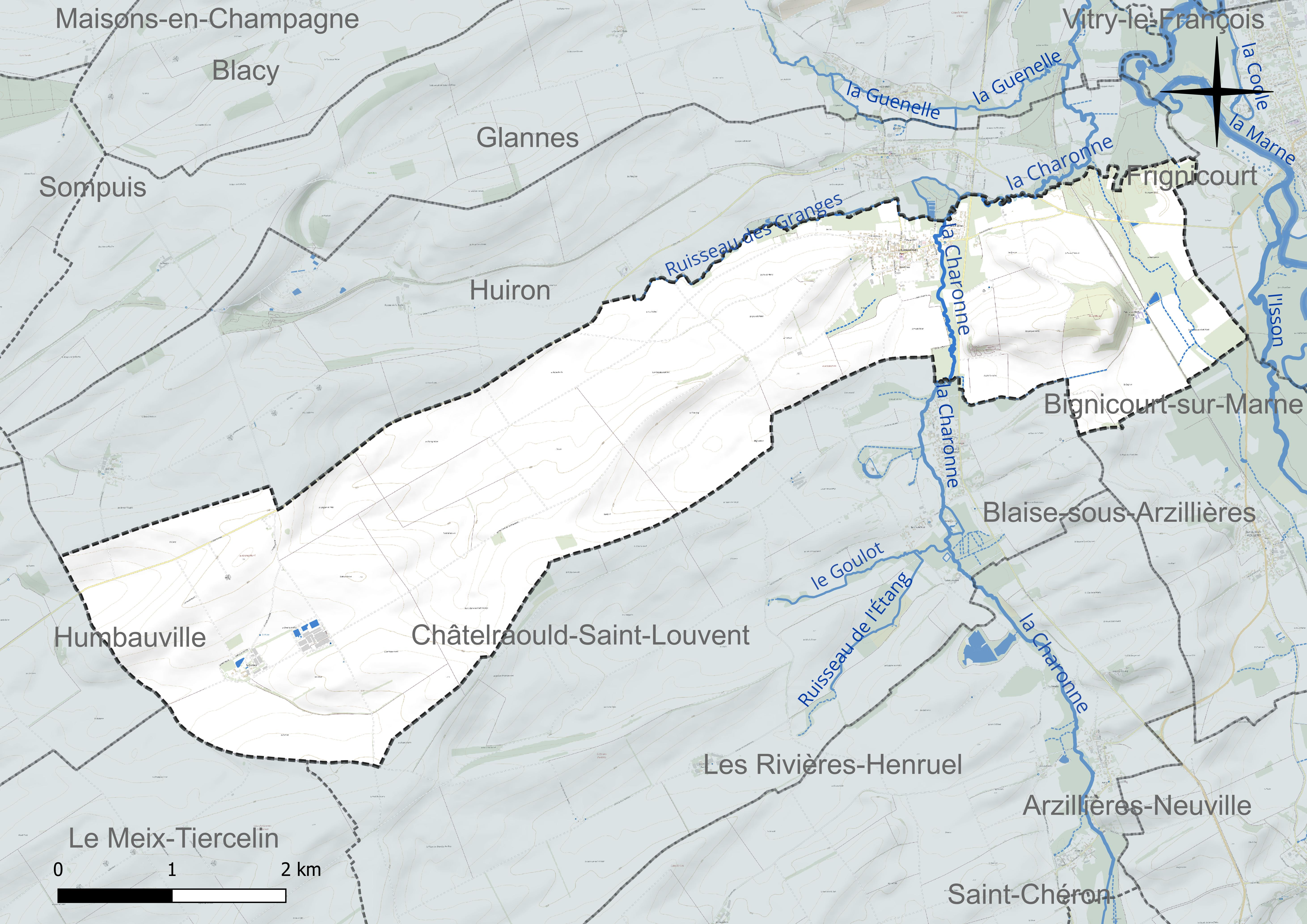
Réseau hydrographique de Courdemanges.

La commune est dans la région hydrographique « la Seine de sa source au confluent de l'Oise (exclu) » au sein du bassin Seine-Normandie. 
Elle est drainée par la Charonne, le Fossé 01 de Froide Fontaine, le Fossé 01 des Pâtures du Mont Moret et le ruisseau des Granges,.
La Charonne, d'une longueur de 11 km, prend sa source dans la commune de Saint-Chéron et se jette  dans la Guenelle à Glannes, après avoir traversé six communes.

### Climat
Pour des articles plus généraux, voir Climat du Grand Est et Climat de la Marne.
En 2010, le climat de la commune est de type climat océanique dégradé des plaines du Centre et du Nord, selon une étude du Centre national de la recherche scientifique s'appuyant sur une série de données couvrant la période 1971-2000. En 2020, Météo-France publie une typologie des climats de la France métropolitaine dans laquelle la commune est exposée à un climat océanique altéré et est dans la région climatique  Nord-est du bassin Parisien, caractérisée par un ensoleillement médiocre, une pluviométrie moyenne régulièrement répartie au cours de l’année et un hiver froid (3 °C).
Pour la période 1971-2000, la température annuelle moyenne est de 10,7 °C, avec une amplitude thermique annuelle de 15,8 °C. Le cumul annuel moyen de précipitations est de 718 mm, avec 11,8 jours de précipitations en janvier et 8,2 jours en juillet. Pour la période 1991-2020, la température moyenne annuelle observée sur la station météorologique de Météo-France la plus proche, « Frignicourt », sur la commune de Frignicourt à 4 km à vol d'oiseau, est de 11,5 °C et le cumul annuel moyen de précipitations est de 694,6 mm. 
La température maximale relevée sur cette station est de 41,7 °C, atteinte le 25 juillet 2019 ; la température minimale est de −22 °C, atteinte le 9 janvier 1985,,.
Les paramètres climatiques de la commune ont été estimés pour le milieu du siècle (2041-2070) selon différents scénarios d'émission de gaz à effet de serre à partir des nouvelles projections climatiques de référence DRIAS-2020. Ils sont consultables sur un site dédié publié par Météo-France en novembre 2022.

## Urbanisme

### Typologie
Au 1er janvier 2024, Courdemanges est catégorisée bourg rural, selon la nouvelle grille communale de densité à sept niveaux définie par l'Insee en 2022.
Elle est située hors unité urbaine. Par ailleurs la commune fait partie de l'aire d'attraction de Vitry-le-François, dont elle est une commune de la couronne,. Cette aire, qui regroupe 73 communes, est catégorisée dans les aires de moins de 50 000 habitants,.

### Occupation des sols

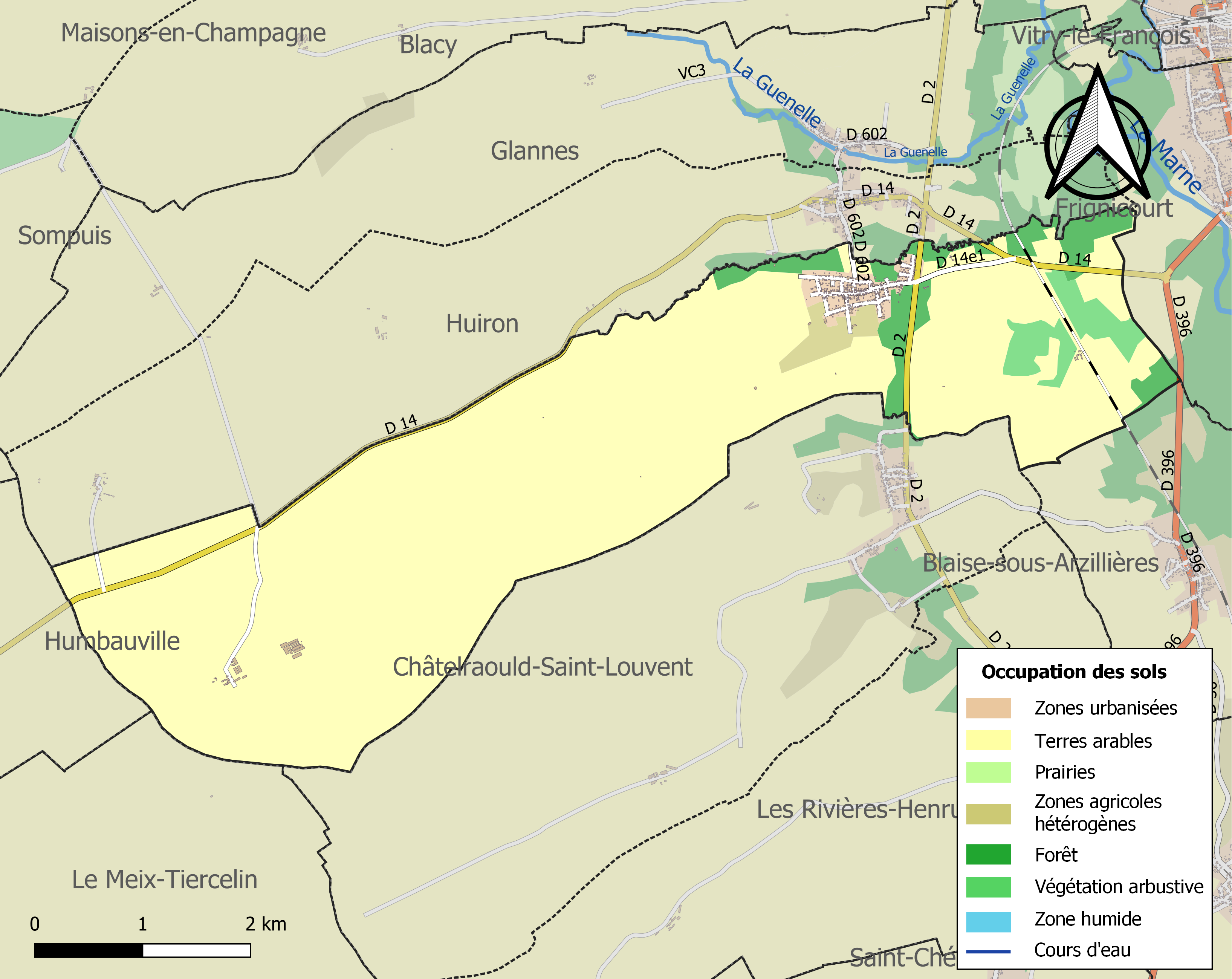
Carte des infrastructures et de l'occupation des sols de la commune en 2018 (CLC).

L'occupation des sols de la commune, telle qu'elle ressort de la base de données européenne d’occupation biophysique des sols Corine Land Cover (CLC), est marquée par l'importance des territoires agricoles (90,2 % en 2018), une proportion sensiblement équivalente à celle de 1990 (90,4 %). 
La répartition détaillée en 2018 est la suivante : terres arables (88,9 %), forêts (5,2 %), milieux à végétation arbustive et/ou herbacée (2,7 %), zones urbanisées (1,8 %), zones agricoles hétérogènes (1,4 %). 
L'évolution de l’occupation des sols de la commune et de ses infrastructures peut être observée sur les différentes représentations cartographiques du territoire : la carte de Cassini (XVIIIe siècle), la carte d'état-major (1820-1866) et les cartes ou photos aériennes de l'IGN pour la période actuelle (1950 à aujourd'hui).

### Habitat et logement
En 2016 et 2021, le nombre total de logements dans la commune était de 197, alors qu'il était de 192 en 2011. 
Parmi ces logements, 89 % étaient des résidences principales et 11 % des logements vacants. Ces logements étaient pour 98 % d'entre eux des maisons individuelles et pour 1,5 % des appartements. 
Le tableau ci-dessous présente la typologie des logements à Courdemanges en 2021 en comparaison avec celle de la Marne et de la France entière. Une caractéristique marquante du parc de logements est ainsi l'absence de résidences secondaires et logements occasionnels, à comparer avec la proportion départementale (3,4 %) et nationale (9,7 %). 
| Typologie                                               | Courdemanges | Marne | France entière |
| ------------------------------------------------------- | ------------ | ----- | -------------- |
| Résidences principales (en %)                           | 89           | 87,5  | 82,2           |
| Résidences secondaires et logements occasionnels (en %) | 0            | 3,4   | 9,7            |
| Logements vacants (en %)                                | 11           | 9,1   | 8,1            |

## Toponymie
Le nom de la localité est attesté sous les formes Curtis Dominica (1135) ; Curia Dominica (1136) ; Dominica Villa (1178) ; Curia Dominici (1194) ; Court-Domange (1256) ; Courdomanche (1292) ; Cortdemenge (1299) ; Courdomange (1464) ; Courdommange (1508) ; Courtdommange (1516) ; Courtdommenge (1554) ; Cordemanche (1556) ; Courdemange (1687) ; Cour-de-Mange (1767).
Le nom de ce village est basé sur un modèle de Curtis Dominica (« la ferme du seigneur »),, dérivé de Curtis (la ferme) et dominus (le Seigneur), Demange peut être une variante du prénom Dominique, assez fréquent en France.

## Histoire

### Ancien Régime
Il a existé, il y a très longtemps, à l'entrée du village, un château dans lequel se trouvaient des plantes extrêmement rares. Ce château appartenait à la famille Franchecourt
Le vin blanc de la commune était très recherché. En 1773, il y avait 68 hectares de vigne.

### Époque contemporaine
Le village a été particulièrement touché par la première bataille de la Marne. Il a d'ailleurs reçu la Croix de guerre 1914-1918, du ministre de la Guerre, André Maginot de Revigny-sur-Ornain, le 2 juillet 1922. 
L'école, construite juste avant la première guerre (1908-1914), est, avec le préau couvert et la buanderie, le seul bâtiment public ayant été épargné par l'incendie du village. La mairie, contenant un logement pour l'instituteur, accompagnée d'une remise à pompes, d'une remise pour l'instituteur et d'une salle de réunion, a été reconstruite en 1924 par l'entreprise Fantoni de Frignicourt. L'horloge a été quant à elle fournie par Duterte, horloger à Vitry-le-François qui, cependant, ne semble pas avoir installé les trois timbres de la sonnerie.
Durant la Première Guerre mondiale, un bas-relief représentant le Sacrifice d'Abraham, classé aux Monuments Historiques a été détruit.

## Politique et administration

### Rattachements administratifs et électoraux

#### Rattachements administratifs
La commune se trouve dans l'arrondissement de Vitry-le-François du département de la Marne.  
Après avoir été de 1793 à 1801 le chef-lieu d'un éphémère canton de Courdemange, elle faisait partie de 1801 à 1973  du canton de Vitry-le-François. Cette année-là, le canton est scindé et la commune rattachée au canton de Vitry-le-François-Ouest. Dans le cadre du redécoupage cantonal de 2014 en France, cette circonscription administrative territoriale a disparu, et le canton n'est plus qu'une circonscription électorale.

#### Rattachements électoraux
Pour les élections départementales, la commune fait partie depuis 2014 du canton de Vitry-le-François-Champagne et Der.
Pour l'élection des députés, elle fait partie de la cinquième circonscription de la Marne.

### Intercommunalité
Courdemanges était le siège de la petite communauté de communes du Mont Morêt, un établissement public de coopération intercommunale (EPCI) à fiscalité propre créé fin 1993 et auquel la commune avait transféré un certain nombre de ses compétences, dans les conditions déterminées par le code général des collectivités territoriales.
Conformément aux prescriptions de la loi de réforme des collectivités territoriales du 16 décembre 2010, qui a prévu le renforcement et la simplification des intercommunalités et la constitution de structures intercommunales de grande taille, celle-ci a fusionné avec ses voisines pour former, le 1er janvier 2013, la communauté de communes Vitry, Champagne et Der, dont est désormais membre la commune.

### Liste des maires
| Période                                  | Période                        | Identité                    | Étiquette         | Qualité |
| ---------------------------------------- | ------------------------------ | --------------------------- | ----------------- | --- |
|                                          |                                |                             |                   | |
| Les données manquantes sont à compléter. |                                |                             |                   | |
|                                          |                                |                             |                   | |
| 1803                                     |                                | François Lacolle            |                   | |
|                                          |                                |                             |                   | |
| 1845                                     | 1847                           | Louis Antoine de Salligny   |                   | |
| 1847                                     | 1852                           | Paul Honoré Guillemard      |                   | |
| 1852                                     | 1862                           | Nicolas Augustin Cabrillon  |                   | |
| 1863                                     | 1871                           | Pierre François Feuilly     |                   | |
| 1871                                     | 1874                           | Charles Alexandre Cabrillon |                   | |
| 1874                                     | 1878                           | Almont Théobald Rogerat     |                   | |
| 1878                                     | 1887                           | Charles Cabrillon           |                   | |
| 1887                                     | 1896                           | Hippolyte Velot             |                   | |
| 1896                                     | 1932                           | Émile Levylier              | Bonapartiste, ERD | Avocat à la Cour d'Appel de Paris Conseiller du canton de Saint-Remy-en-Bouzemont-Saint-Genest-et-Isson (1919-1922) |
| 1932                                     | mars 1945                      | Jules Albert Picard         |                   | |
| 1945                                     | 1947                           | André Mansard               |                   | |
| 1947                                     | 1983                           | Jean Aubertel               |                   | |
| mars 1983                                | mars 2008                      | Joël Aubertel               |                   | |
| mars 2008                                | juillet 2020                   | Brigitte Hanse,             |                   | |
| juillet 2020                             | En cours (au 30 novembre 2023) | M. Claude Cotton            |                   | Agriculteur |

## Équipements et services publics

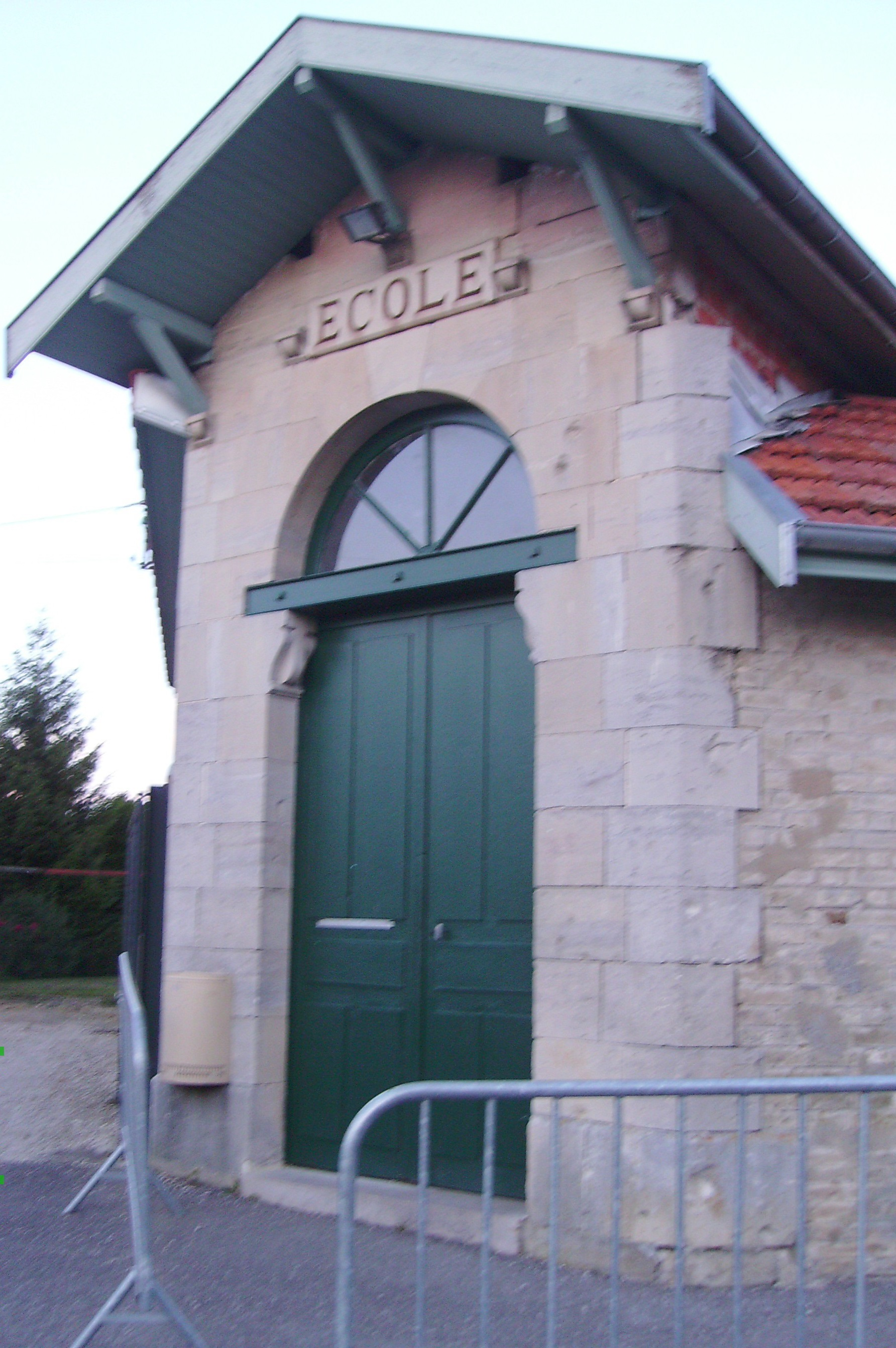
L'école de Courdemanges.

Courdemanges bénéficie des services d'un médecin, de trois infirmiers, de quatre nourrices agréées, d'une entreprise de travaux forestiers, d'un transporteur, d'une entreprise de nettoyage de façades, d'un couvreur, d'un artisan fumiste, d'un peintre, d'un vitrier. La commune compte aussi des chambres d’hôtes et un terrain de tennis et un boulodrome[réf. nécessaire].

### Espaces publics
Courdemanges s'est vu attribuer[Quand ?] 2 fleurs par le Conseil national des villes et villages fleuris[réf. nécessaire]

### Enseignement
La commune compte une école appartenant au regroupement scolaire Huiron/Courdemanges accueillant les élèves de la communauté de communes du Mont Morêt de la moyenne section jusqu'au CE1 tandis que l'école de Huiron s'occupe des élèves du CE2 jusqu'au CM2[réf. nécessaire].

## Population et société

### Démographie

#### Évolution démographique
L'évolution du nombre d'habitants est connue à travers les recensements de la population effectués dans la commune depuis 1793. Pour les communes de moins de 10 000 habitants, une enquête de recensement portant sur toute la population est réalisée tous les cinq ans, les populations de référence des années intermédiaires étant quant à elles estimées par interpolation ou extrapolation. Pour la commune, le premier recensement exhaustif entrant dans le cadre du nouveau dispositif a été réalisé en 2008.

En 2022, la commune comptait 388 habitants, en évolution de −1,02 % par rapport à 2016 (Marne : −1,19 %, France hors Mayotte : +2,11 %).
| 1793 | 1800 | 1806 | 1821 | 1831 | 1836 | 1841 | 1846 | 1851 |
| ---- | ---- | ---- | ---- | ---- | ---- | ---- | ---- | ---- |
| 316  | 334  | 354  | 306  | 332  | 315  | 350  | 357  | 355  |

| 1856 | 1861 | 1866 | 1872 | 1876 | 1881 | 1886 | 1891 | 1896 |
| ---- | ---- | ---- | ---- | ---- | ---- | ---- | ---- | ---- |
| 327  | 334  | 322  | 301  | 277  | 311  | 282  | 256  | 273  |

| 1901 | 1906 | 1911 | 1921 | 1926 | 1931 | 1936 | 1946 | 1954 |
| ---- | ---- | ---- | ---- | ---- | ---- | ---- | ---- | ---- |
| 286  | 300  | 275  | 183  | 193  | 220  | 218  | 242  | 227  |

| 1962 | 1968 | 1975 | 1982 | 1990 | 1999 | 2006 | 2008 | 2013 |
| ---- | ---- | ---- | ---- | ---- | ---- | ---- | ---- | ---- |
| 255  | 264  | 309  | 427  | 479  | 449  | 425  | 418  | 397  |

| 2018 | 2022 | - | - | - | - | - | - | - |
| ---- | ---- | - | - | - | - | - | - | - |
| 393  | 388  | - | - | - | - | - | - | - |

#### Pyramide des âges
La population de la commune est relativement âgée.
En 2018, le taux de personnes d'un âge inférieur à 30 ans s'élève à 22,2 %, soit en dessous de la moyenne départementale (36,9 %). À l'inverse, le taux de personnes d'âge supérieur à 60 ans est de 39,0 % la même année, alors qu'il est de 25,3 % au niveau départemental.
En 2018, la commune comptait 198 hommes pour 195 femmes, soit un taux de 50,38 % d'hommes, légèrement supérieur au taux départemental (48,4 %).
Les pyramides des âges de la commune et du département s'établissent comme suit.
| Hommes | Classe d’âge | Femmes |
| ------ | ------------ | ------ |
| 1,5    | 90 ou +      | 0,0    |
| 8,6    | 75-89 ans    | 10,3   |
| 29,8   | 60-74 ans    | 27,7   |
| 24,7   | 45-59 ans    | 29,2   |
| 13,6   | 30-44 ans    | 10,3   |
| 10,1   | 15-29 ans    | 12,8   |
| 11,6   | 0-14 ans     | 9,7    |

| Hommes | Classe d’âge | Femmes |
| ------ | ------------ | ------ |
| 0,6    | 90 ou +      | 1,8    |
| 6,5    | 75-89 ans    | 9,2    |
| 16,5   | 60-74 ans    | 17,8   |
| 19,7   | 45-59 ans    | 19,1   |
| 18,6   | 30-44 ans    | 17,5   |
| 19,9   | 15-29 ans    | 18,2   |
| 18,2   | 0-14 ans     | 16,6   |

### Manifestations culturelles et festivités
- Fête patronale la dernière fin de semaine du mois d'avril ainsi que le lundi, jour où la commune offre aux enfants du village des tickets gratuits pour les manèges.
- Brocante le troisième dimanche du mois de mai organisée par le Regroupement Scolaire et le Corps des Sapeurs Pompiers.
- Visite du Père-Noël qui attend les enfants devant l’église tous les 24 décembre.

## Économie
Certaines parcelles agricoles de la commune appartiennent à la zone de production des vins de Champagne.
La commune bénéficie aussi de l’appellation Volailles de la Champagne (IGP)

## Culture locale et patrimoine

### Lieux et monuments
- Monument commémorant le sacrifice de combattants, haut de 156 m.
- Porche de l’église inscrit Monument Historique[29] depuis 1929. L’église a commencé à être bâtie en 1833[30].
- Lavoir en bois datant du XIXe siècle.

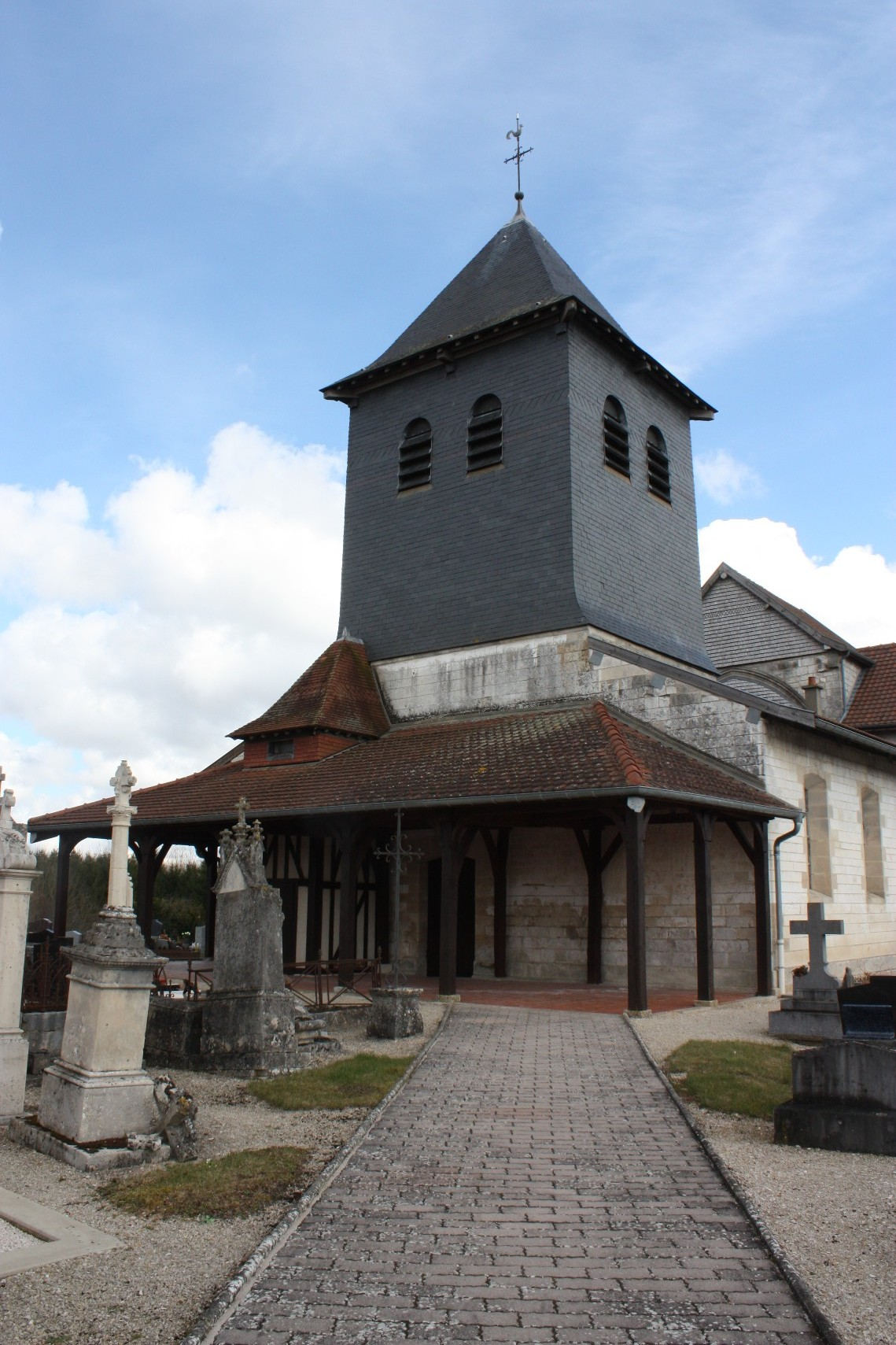
Son église avec porche.
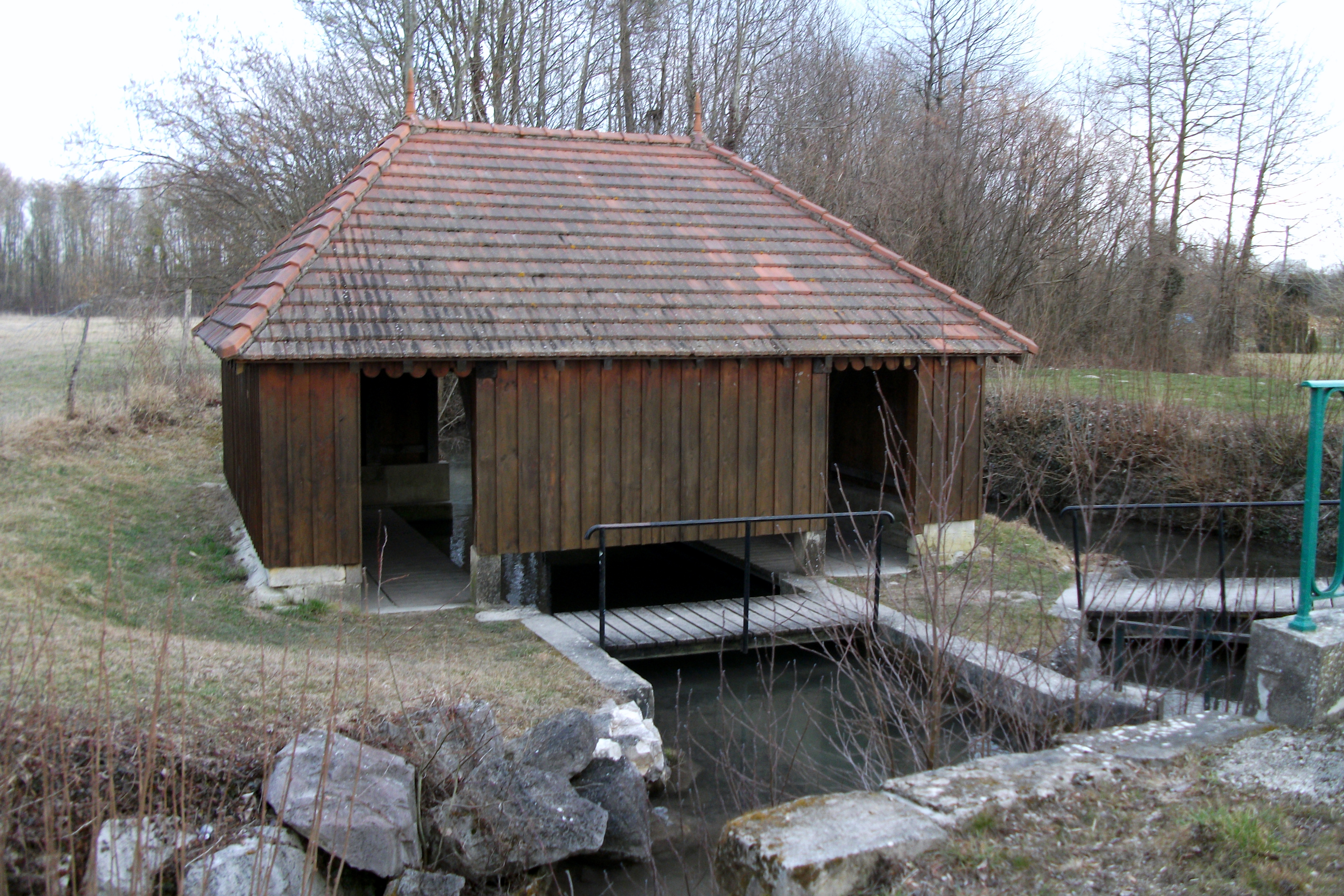
Le lavoir de Courdemanges.

## Pour approfondir